# 日當站
日當站（日语：／ Hinata eki */?）是位於岐阜縣本巢市日當，樽見鐵道的樽見線車站。車站編號為「TR16」。

## 歷史
- 1989年（平成元年）3月25日 - 樽見線 神海站至樽見站之間開通，此站啟用[1]。

## 車站構造
樽見線在延長至樽見時新建的車站。車站構造比較簡單。
車站是一座地面車站，設有1面1線的單式月台。此站是無人車站，沒有車站大樓，月台側只有小型候車室。

## 車站周邊
- 國道157號（日语：国道157号）

另外，車站附近設有單車租賃設施。從日當站步行5分鐘即可到達該處。截至2008年8月，上午8時至日落前的租賃費用為300日圓。但是有3架單車可供租賃。租賃服務可於事前預約。由NPO法人樽見鐵道守護會管理。

## 其他
- 此站在櫻花時期會有許多鐵路迷到訪拍攝列車和車站。為樽見線在新線區間中少數拍攝熱點。
- 在計劃建設包含此站的區間（「宇津志隧道」～此站～「日當隧道」）斜度達千分之20，後來實際斜度緩和至千分之10[2]。

## 相鄰車站
樽見鐵道
樽見線
普通
鍋原（TR15）－日當（TR16）－高尾（TR17）
上行尾班列車
通過

## 註腳
1. ↑  曾根悟（監修）. 朝日新聞出版分冊百科編集部（編集） , 编. . 週刊朝日百科. 26号 長良川鉄道・明知鉄道・樽見鉄道・三岐鉄道・伊勢鉄道. 朝日新聞出版. 2011-09-18 （日语）.
2. ↑  樽見鐵道10年史

## 外部連結
- ローカル線は日本のたからもの，存于（日語） - NPO法人樽見鐵道守讀會